# サム・ウィラード
サム・ウィラード（Sam Willard、1988年9月7日 - ）はアメリカ合衆国の男子バスケットボール選手。ポジションはセンターフォワード。

## 来歴
オハイオ州出身でパシフィック大学を卒業後、2011-12シーズンはラトビアのBKベンツピルスに所属。
2012-13シーズンは日本プロバスケットボールリーグ（bjリーグ）の仙台89ERSと契約。背番号34。bjリーグ 2012-13シーズンの50試合に出場して1試合平均10.4得点、リバウンドはリーグ個人ランキング2位の14.02本を記録。
2013-14シーズンは富山グラウジーズと契約。背番号34。このシーズンもリバウンドでランキング2位の12.5本を記録するなど、チーム初のシーズン3位に貢献。
2014-15シーズンもレギュラーシーズン全52試合に出場し、リバウンドでリーグ2位。スティールとブロックはチーム1位。
2015-16シーズン、1月の月間MVPを受賞。

## 成績
| シーズン         | チーム | GP | GS | MPG  | FG%  | 3P%  | FT%  | RPG  | APG | SPG | BPG | TO  | PPG  |
| ---------------- | ------ | -- | -- | ---- | ---- | ---- | ---- | ---- | --- | --- | --- | --- | ---- |
| bjリーグ 2012-13 | 仙台   | 50 | 50 | 35.4 | .532 | .250 | .667 | 14.0 | 2.2 | 1.2 | 0.6 | 1.4 | 10.4 |
| bjリーグ 2013-14 | 富山   | 52 | 52 | 32.7 | .522 | .318 | .708 | 12.5 | 1.7 | 1.0 | 0.7 | 1.2 | 11.2 |
| bjリーグ 2014-15 | 富山   | 52 | 52 | 33.3 | .518 | .304 | .741 | 12.0 | 2.4 | 1.4 | 1.0 | 1.6 | 13.2 |
| bjリーグ 2015-16 | 富山   | 49 | 48 | 33.3 | .524 | .374 | .682 | 13.1 | 2.4 | 1.0 | 0.9 | 1.5 | 15.4 |